# Herbert Wilde
Herbert Wilde (* 31. Juli 1940 in Mengen) ist ein ehemaliger deutscher Radrennfahrer und nationaler Meister im Radsport.

## Sportliche Laufbahn
Seine ersten größeren Erfolge hatte er 1963 mit dem zweiten Platz beim Rennen Rund um Köln hinter Winfried Bölke, ebenfalls hinter Bölke wurde er Dritter der deutschen Meisterschaft der Amateure im Straßenrennen. Den Meistertitel im Bergfahren der Amateure gewann er von 1962 bis 1964. 1964 wurde Wilde in der Österreich-Rundfahrt positiv auf ein Dopingmittel getestet und von der Rundfahrt suspendiert. In jener Saison gewann er die internationale Vier-Etappenfahrt von Bad Godesberg.
1965 wurde er Berufsfahrer im deutschen Torpedo-Rennstall an der Seite von Peter Glemser. Er fuhr (auch nach dem Sponsorenwechsel zu Batavus) bis zum Ende seiner Laufbahn immer im gleichen Team. Wilde gewann 1969 den Titel des Deutschen Meisters im Bergfahren der Profis. 1967 startete er für die deutsche Auswahl bei der Tour de France und wurde als 63. klassiert. Im nachfolgenden Jahr 1968 kam er als 44. in Paris im Endklassement an. 1968 gewann er die Internationale Kriteriumsmeisterschaft von Deutschland. Er konnte als Profi mehrere Kriterien und Rundstreckenrennen gewinnen.